# Restes de la fortalesa al Puigterrà
Les restes de la fortalesa al Puigterrà és una obra del municipi de Manresa (Bages) declarada bé cultural d'interès nacional.

## Descripció
Al Puigterrà o al turó del Castell hi ha restes d'una fortalesa, que podria ésser d'un castell, fora del recinte ciutadà primitiu. Grans carreus, força ben escairats, constitueixen una romanalla d'antigor, dalt del Puigterrà, i, encara que es presumeixi que l'obra inicial pot ésser anterior a l'època medieval, inferim que en aquesta altura pogué estar situat el castell de Manresa, ciutat devastada pels sarraïns entre els anys 1000 i 1002.

## Història
Pere Català creu que podria tractar-se del castell de Manresa destruït pels sarraïns entre el 1000 i el 1002: "Vastata est civitas Minorisa, destructae que sunt Eclesiae et a fundamentis evulsae", segons un doc. del 1020, "El conde D. Sancho el Prior lo hizo levantar de nuevo en 1074, rodeándole de fuertes muros de piedra sillar, flanqueados de torres... Se le distinguía con el nombre de Castillo de Manresa (Mas i Casas).
A la pregunta sobre la localització del castell de Manresa, l'historiador Sarret i Arbós contesta: "El puig del Mercadal (Carme) i el puig Cardoner, on s'aixeca avui la Seu, eren probablement les dues fortaleses dels primers temps". Al Puig Cardoner, hi hauria la paleòpolis; al Carme, la neàpolis, "lligant ambdós recintes amb fortes muralles defensades per torres circulars". "Del Puig Mercadal, se n'ha escrit alguna cosa, atribuint a Recared la fundació de son castell, que després va reedificar el comte Wifred". Un altre autor, Mas i Casas, va escriure: "En el año 1300, la ciudad de Manresa cedió a la orden del Monte Carmelo el castillo, que reedificó Recaredo en 590 para defensa de la población, en la cumbre de una colina que se eleva al norte de la ciudad. El conde Wifredo el Velloso al recobrarla de los árabes en 876, lo tuvo que reedificar".